# 4e régiment d'infanterie motorisée (Maroc)
Pour les articles homonymes, voir 4e régiment.
Le 4e régiment d'infanterie motorisée (4e  RIM) est un régiment marocain.

## Histoire

### Guerre du Sahara occidental
En novembre 1979, lors de la guerre du Sahara occidental, il repousse une attaque des troupes du Front Polisario sur la cité phosphatière Boukraa. D'après certaines sources marocaines, ce serait des officiers de ce régiment, ainsi que les ingénieurs de l'office chérifien des phosphates qui auraient eu l'idée de la construction du mur des sables. En octobre 1981, le régiment est mis en déroute par une puissante attaque du Polisario lors de la bataille de Guelta Zemmour. Seulement la moitié des soldats du régiment maintiennent leur position. En 1991, le régiment est basé dans la région de Baggari.

## Organisation
En 1981, le régiment était constitué des 1er, 2e et 3e bataillons d'infanterie motorisée, renforcés par une compagnie du génie, 2 groupes d'AML, une batterie de mortiers de 120 mm et un peloton de missiles antichars TOW et de l'artillerie de 105 mm,. Les 2 000 à 2 600 hommes du régiment étaient notamment équipés de Land Rover, de jeeps M151, de camions, de canons sans recul M40, de mortiers de 120, de mortiers de 81, de canons bitubes ZU-23-2, de mitrailleuses Browning M2 et MAG et de fusils FAL.